# NME8
NME8‏ (NME/NM23 family member 8) هوَ بروتين يُشَفر بواسطة جين NME8 في الإنسان.